# Connecteur MHV
Le connecteur MHV (miniature high voltage) est un connecteur coaxial électrique utilisé pour terminer un câble coaxial,,.

## Description
L'accouplement se réalise en un quart de tour de la bague du connecteur mâle selon un montage à baïonnette. Ce connecteur semble presque identique à un connecteur BNC, mais n'est pas compatible avec.
Le connecteur MHV à une rigidité diélectrique renforcée par rapport au connecteur BNC. Le connecteur mâle est reconnaissable à l'isolation légèrement saillante par rapport à la bague. Tandis que dans la prise MHV femelle, le contact est en retrait et l'isolant effectue un recouvrement plus important que sur un connecteur BNC. Les dimensions du connecteur sont spécifiées dans la MIL-STD-348B.

## Utilisation

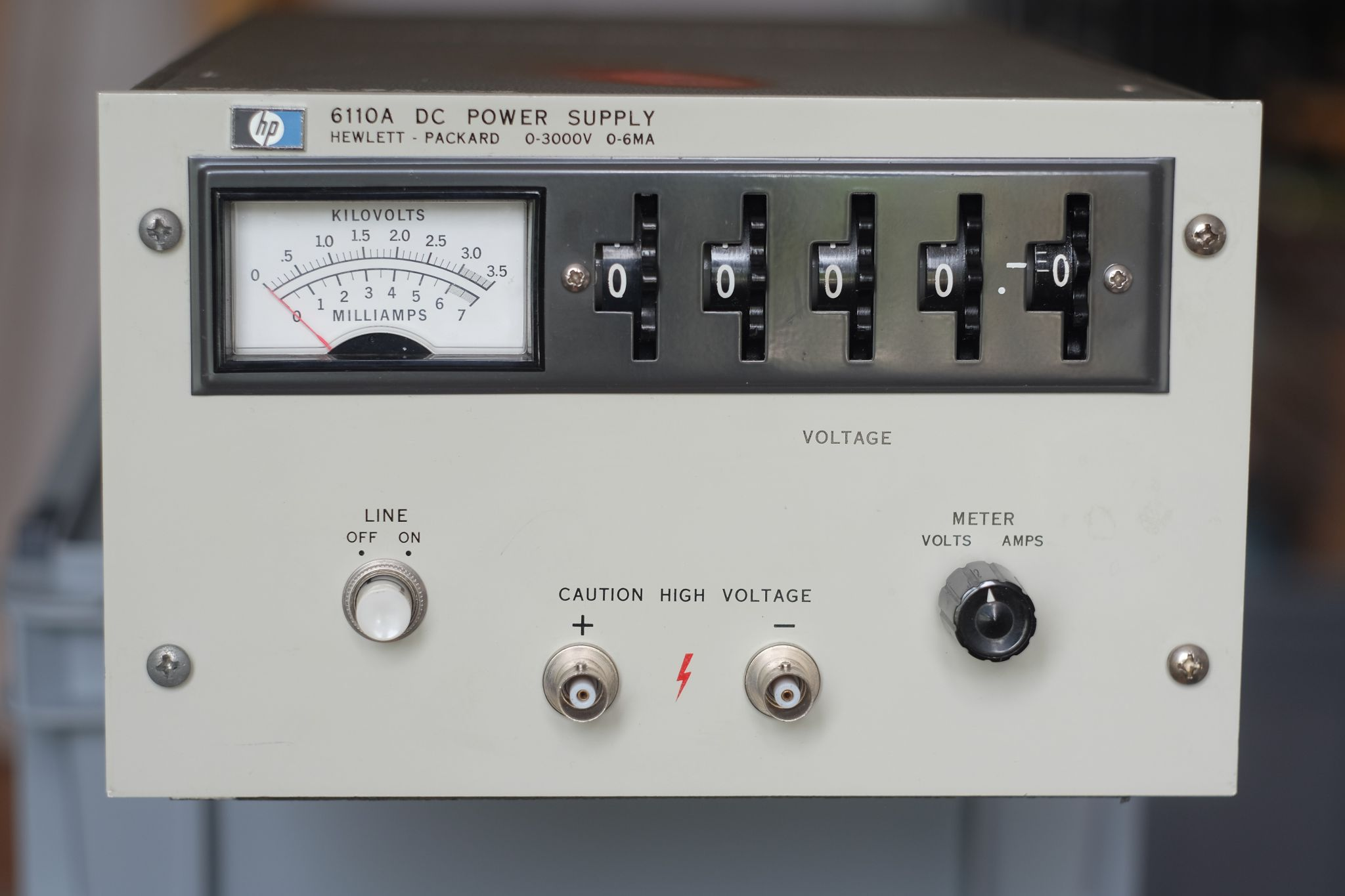
Alimentation haute tension équipée de connecteurs MHV

Les caractéristiques électriques du connecteur MHV varient en fonction des fabricants. Il est souvent donné pour une utilisation jusqu’à plusieurs milliers de volts et une intensité de plusieurs ampères. La rigidité diélectrique augmente si les connecteurs sont accouplés. La fréquence de fonctionnement est souvent limitée au domaine HF et VHF. Il est rarement utilisé dans le domaine UHF,,,,. Il est couramment utilisé en laboratoire pour des tensions dépassant la valeur nominale des connecteurs BNC.
Par exemple, il est utilisé dans :
- Compteur Geiger
- Sondes à scintillation
- Lignes de transmission[1]
- Alimentations haute tension[1]
- Instrumentation de contrôle nucléaire[1]
- Radiographie[1]

## Risques de sécurité
- Le connecteur MHV peut présenter un danger en cas de contact accidentel avec la broche centrale. Celle-ci est accessible lorsque les connecteurs mâles et femelle ne sont pas accouplés[7],[2], De plus lors du désaccouplement, il est possible que la connexion du point froid soit interrompue avant la déconnexion du point chaud situé dans la partie centrale[3].
- Malgré leurs différences de conception, les fiches et les prises MHV et BNC peuvent s'accoupler par force brute[2]. Un utilisateur peut accidentellement (ou délibérément) connecter un câble basse tension à une prise haute tension. Cependant, dans un connecteur MHV correctement fabriqué, la broche est davantage en retrait dans l'isolant que sur un BNC, donc théoriquement, elle ne devrait jamais pouvoir entrer en contact.

Le connecteur SHV est conçu pour éviter ces risques et ne peut pas être accouplé aux connecteurs BNC et MHV,.